# Jelínek vepří
Jelínek vepří (Hyelaphus porcinus) je jelenovitý savec, žijící v jižní a jihovýchodní části Asie od dolního toku řeky Indus po čínskou provincii Jün-nan a Kočinčínu, byl také uměle vysazen v Severní Americe, Austrálii a na Cejlonu. Obývá husté vlhké lesy v poříčních nížinách, vzhledem k rapidnímu ubývání původních biotopů je klasifikován jako ohrožený druh. Aktivní je nejčastěji za soumraku a za rozbřesku, pase se převážně na trávě. Druhové jméno dostal díky tomu, že se v porostu pohybuje s hlavou u země jako prasatovití a překážky spíše podlézá než přeskakuje jako ostatní jeleni. Hlavními predátory tohoto živočicha jsou tygr, levhart a dhoul.
Jelínek vepří je v zimě tmavě hnědý, v létě se mu srst zbarví do červenohněda, přes hřbet se táhne černý pruh. Mladí jedinci mívají na bocích světlé skvrny. Tělo je poměrně robustní, s kratšíma nohama než u příbuzných druhů. Samci dosahují výšky v kohoutku 70 cm a váhy 50 kg, samice měří okolo 60 cm a váží maximálně 30 kg. Paroží má tři výsady a dosahuje délky až 60 cm. Jelínci žijí samotářským a teritoriálním způsobem života, shlukují se pouze na podzim v období říje, kdy jeleni bojují o laně; nevytvářejí však harémy a páří se s jedinou partnerkou. Březost trvá 213 dní, mláďata dosahují pohlavní dospělosti po osmi měsících.